# Gemerská Ves
Gemerská Ves (allemand : Gemersdorf, Gömmersdorf,  hongrois : Gömörfalva) est un village de Slovaquie situé dans la région de Banská Bystrica.

## Histoire
La première mention écrite du village date de 1266.
Le hameau de Hrkáč était une commune autonome en 1938. Il comptait 372 habitants en 1938 dont 18 juifs. Elle faisait partie du district de Tornaľa (hongrois : Tornaljai járás). Le nom de la localité avant la Seconde Guerre mondiale était Hrkáč/Harkács. Durant la période 1938 -1945, le nom hongrois Harkács était d'usage.
Le hameau de Šankovce était une commune autonome en 1938. Il comptait 349 habitants en 1938 dont 6 juifs. Elle faisait partie du district de Tornaľa (hongrois : Tornaljai járás). Le nom de la localité avant la Seconde Guerre mondiale était Šankovce/Sánkfalva. Durant la période 1938 -1945, le nom hongrois Sánkfalva était d'usage.

## Démographie

### Évolution de la population
| Année:               | 1994. | 2004.   | 2014.   | 2024.   |
| -------------------- | ----- | ------- | ------- | ------- |
| Nombre de personnes: | 879   | 963     | 962     | 992     |
| Différence:          |       | +9,55 % | -0,10 % | +3,11 % |

| Année:               | 2023. | 2024.   |
| -------------------- | ----- | ------- |
| Nombre de personnes: | 987   | 992     |
| Différence:          |       | +0,50 % |